# Bandits, bandits (série télévisée)
Bandits, bandits (Time Bandits) est une série télévisée américaine diffusée sur Apple TV+ à partir du 24 juillet 2024. C'est une adaptation du film du même titre de Terry Gilliam sorti en 1981.
En septembre 2024, la série est annulée après une saison.

## Synopsis
La vie monotone de Kevin, âgé de 11 ans, va radicalement changer lorsqu’il découvre un passage secret dans sa chambre. Celui-ci l'emmène dans un voyage à travers le temps avec une bande de voleurs du temps. Ces voleurs, dirigés par Penelope, utilisent des portails temporels pour voyager à travers différentes époques et dérober des artefacts précieux.

## Distribution

### Acteurs principaux
- Lisa Kudrow (VF : Rafaèle Moutier) : Penelope
- Kal-El Tuck (VF : Cécile Gatto) : Kevin Haddock
- Charlyne Yi (VF : Camille Donda) : Judy
- Tadhg Murphy (VF : Alexis Victor) : Alto
- Roger Nsengiyumva (VF : Jean-Baptiste Anoumon) : Widgit
- Rune Temte (VF : Pascal Casanova) : Bittelig
- Kiera Thompson (VF : Bianca Tomassian) : Saffron
- Rachel House : Fianna la chasseresse

### Acteurs récurrents
- Jemaine Clement (VF : Antoine Tomé) : le chef du Mal
- Taika Waititi (VF : Stéphane Ronchewski) : Être Suprême
- Jonathan Brugh (en) (VF : Tanguy Goasdoué) : Damon
- James Dryden (VF : Yann Le Madic) : M. Haddock
- Felicity Ward (en) : Mme Haddock
- Shane Rangi : Démon
- Francesca Mills : l'inspectrice Katherine
- Imaan Hadchiti : le sergent Lewis

### Invités
- Marley Mackrill : Mikey Haddock
- Zoe Ventoura (VF : Sylvie Jacob) : Cassandre
- George Houvardas (en) (VF : Constantin Pappas) : Ajax le petit
- Matt King (VF : Damien Ferrette) : De Plume
- Ross Noble (en) (VF : Jérôme Pauwels) : le constructeur de Stonehenge
- Nikita Chronis (VF : Stéphane Ronchewski) : Xanthus
- Génesis Mancheren Ab'äj (VF : Edwige Lemoine) : Lady Sak K'uk'
- Con O'Neill : le shérif de Nottingham
- Shaun Micallef (en) : le maire de la ville
- Mark Gatiss : John Montagu, 4e comte de Sandwich
- Hammed Animashaun (en) : Mansa Moussa
- Kountry Wayne (en) : Ellsworth « Bumpy » Johnson

 Source et légende : version française (VF) sur RS Doublage

## Diffusion
Bandits, bandits est diffusée dès le 24 juillet 2024 sur Apple TV+, avec un rythme de diffusion de deux épisodes hebdomadaires jusqu'au 21 août 2024.

### Épisodes
1. Kevin Haddock (Kevin Haddock)
2. Les Mayas (Mayan)
3. Le Moyen Âge (Medieval)
4. La prohibition (Prohibition)
5. L'époque géorgienne (Georgian)
6. Mansa Musa (Mansa Musa)
7. L'ère glaciaire (Ice Age)
8. Retour à la maison (Home Again)
9. La course folle (Pell-Mell)
10. La forteresse des ténèbres (Fortress of Darkness)

| N° | Titre de l'épisode         | Date de diffusion | Durée en minutes | Résumé |
| -- | -------------------------- | ----------------- | ---------------- | --- |
| 1  | Kevin Haddock              | 24 juillet 2024   | 46               | Un garçon peine à profiter de la vie jusqu'à ce qu'un groupe de bandits maladroits atterrisse dans sa chambre.                                                                            |
| 2  | Les Mayas                  | 24 juillet 2024   | 35               | Pendant un voyage éclair au Mexique des Mayas, Kevin et les bandits sont invités à un festin. Le Prince du Mal envoie la Chasseresse Fianna en mission.                                   |
| 3  | Le Moyen Âge               | 31 juillet 2024   | 40               | Les bandits jouent les tueurs de dragons en Angleterre et s'attirent les foudres d'un redoutable shérif. Saffron part à la recherche de réponses.                                         |
| 4  | La prohibition             | 31 juillet 2024   | 37               | À New York, Kevin et les bandits tentent de survivre à la Rennaissance de Harlem. Au Japon, Saffron trouve de l'aide pour tromper ses ennemis.                                            |
| 5  | L'époque géorgienne        | 7 août 2024       | 32               | En cherchant la maison de Kevin, les bandits croisent le chemin de Casanova et du Comte de Sandwich. Penelope est provoquée en duel.                                                      |
| 6  | Mansa Musa                 | 7 août 2024       | 40               | Les bandits parcourent le désert à la recherche d'un des leurs et échafaudent un plan pour dépouiller l'homme le plus riche de l'histoire. Widgit se penche sur les mystères de la carte. |
| 7  | L'ère glaciaire            | 14 août 2024      | 32               | Saffron sauve ses camarades d'une pente glissante. Penelope affronte un chef de tribu. Bittelig s'investit pleinement dans une mission de sauvetage.                                      |
| 8  | Retour à la maison         | 14 août 2024      | 37               | Kevin et Saffron retournent à Bingley… en 1996, et leurs parents ne sont encore que des enfants. Fianna poursuit sa quête et s'incruste dans une fête gothique.                           |
| 9  | La course folle            | 21 août 2024      | 32               | Le groupe part à la recherche du bout manquant de la carte. Kevin se retrouve face à face avec le Prince du Mal qui lui fait une proposition alléchante.                                  |
| 10 | La forteresse des ténèbres | 21 août 2024      | 31               | Dernier épisode. Malgré les obstacles, Kevin, Saffron et les bandits s'aventurent dans la forteresse des ténèbres pour sauver leurs parents.                                              |

## Controverses
En 2024, Charlyne Yi révèle qu'au cours du tournage, les acteurs étaient constamment attaqués par un acteur qui, sur le plateau, a blessé Yi au dos. Elle affirme également que l'acteur en question, qu'elle ne nomme pas, a tenté de manipuler les producteurs et les RH à propos de l'incident afin de protéger son image.